# Scene.org
Scene.org ist eine internationale Non-Profit-Organisation, deren Ziel die Unterstützung und Förderung der Demoszene und inzwischen auch vieler Netlabels für elektronische Musik ist. Scene.org stellt dazu den weltweit größten Demoszene-bezogenen Dateiserver zur Verfügung, bietet demoszenebezogenen Gruppen und Einzelpersonen sowie Netlabels kostenlose Hosting-Dienste an und verlieh ein Jahrzehnt lang die Scene.org Awards.

## Aufgaben
Scene.org wird von etwa 15 freiwilligen Helfern aus aller Welt betrieben und durch Sponsoren finanziert. Neben dem Bereitstellen des weltweit gespiegelten Dateiservers mit gleichlautendem Namen, betreibt Scene.org ein Webforum und ein IRC-Netzwerk. Die Zielgruppe von Scene.org umfasst neben der Demoszene selber vor allem auch Interessierte, die Einblick in diese Subkultur erhalten möchten.

## Geschichte
1996 startete Jaakko „Mellow-D“ Manninen den FTP-Server ftp.fm.org um Veröffentlichungen der Gruppe Five Musicians zur Verfügung zu stellen. 1997 wechselte der Name zum heutigen Scene.org. Nachdem das Hornet Archive – das bis dato größte Demoszenearchiv – am 22. September 1998 schloss, wurde Scene.org der einzige bekannte öffentliche Demoszene-FTP-Server und nahm schnell seine heutige Bedeutung ein.

## Scene.org Awards

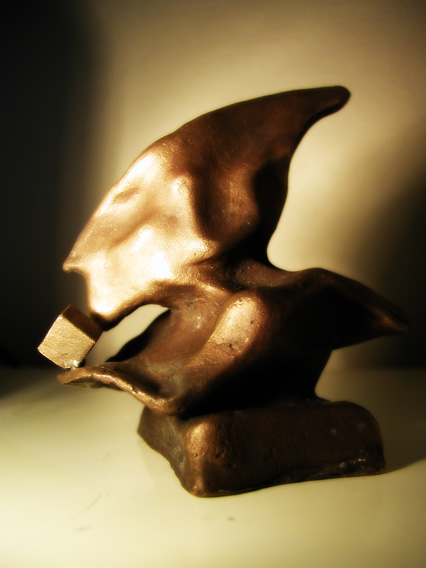
Scene.org Award-Statue

Von 2003 bis 2012 verlieh Scene.org die Scene.org Awards. Die Scene.org Awards wurden jährlich an die Ersteller der besten Intros und Demos des vorhergehenden Jahres vergeben. Die Gewinner wurden (mit Ausnahme des Publikumspreises) von einer Jury aus angesehenen Demoszenern aus aller Welt ausgewählt. Die Preisvergabe fand traditionell auf der Breakpoint statt, seit 2011 auf der The Gathering Party, zeitgleich mit der Revision-Party in Saarbrücken. Die Awards wurden am 4. Februar 2013 offiziell eingestellt.
Die Scene.org Awards wurden in den folgenden Kategorien vergeben:
- Beste Demo
- Bestes 64K-Intro
- Bestes 4K-Intro (seit 2004)
- Beste Effekte
- Beste Grafik
- Bester Soundtrack
- Best Direction (Bestes Design, gute Ideen)
- Most Original Concept (Neue Ideen, originelle Umsetzungen)
- Breakthrough Performance (Demogruppen, die ihren Durchbruch im letzten Jahr hatten)
- Publikumspreis (seit 2004)